# Stylosanthes dissitiflora
Stylosanthes dissitiflora là một loài thực vật có hoa trong họ Đậu. Loài này được Robinson & Seaton miêu tả khoa học đầu tiên năm 1893.